# Habiboellah Khan
Habiboellah Khan (Perzisch: حبيب الله خان) (Samarkand, 3 juni 1872 - Laghman, 20 februari 1919) was van 3 oktober 1901 tot 20 februari 1919 emir van Afghanistan. Hij was de zoon van emir Abdoer Rahman Khan en volgde als eerstgeboren zoon zijn vader op als heerser van Afghanistan.
Habiboellah was een westersgezind en progressief heerser, die trachtte zijn land te moderniseren. Hij was vrijmetselaar en lid van een loge in Calcutta in Brits-Indië. Tijdens zijn heerschappij voerde hij in Afghanistan westerse geneeskunde en technologie in. In 1904 stichtte hij een militaire academie om de opleiding van zijn officieren te verbeteren. Hij liet het hervormingsgezinde dagblad Siraj-ul-Akbar in het Perzisch uitgeven. Bij zijn hervormingen van het Afghaanse rechtssysteem schafte hij de gruwelijkste straffen af. Hij schafte tevens de geheime politie af, die door zijn vader was opgericht. Niettemin liet hij ook zijn voornaamste adviseur Abdul Latif op 14 juli 1903 stenigen op grond van geloofsafval.
De koning hervormde het chaotische Afghaanse decoratiestelsel en hij stelde meerdere nieuwe Afghaanse ridderorden in.
Onder zijn bewind namen de spanningen af tussen Afghanistan en de Britten. In 1905 tekende hij een vredesverdrag en in 1907 bracht hij een staatsbezoek aan Indië. Hij beloofde de Britten in 1905 ook diplomatieke betrekkingen aan te knopen. De Russen, die Afghanistan tot hun invloedssfeer rekenden, konden na hun nederlaag tegen Japan geen invloed meer uitoefenen op de Afghaanse binnenlandse politiek. Tijdens de Eerste Wereldoorlog hield Afghanistan vast aan zijn neutraliteit, ondanks sterke bemoeienissen van de Ottomaanse kalief.
Op 20 februari 1919 werd Habiboellah tijdens een jachtpartij in de provincie Laghman vermoord door tegenstanders van zijn buitenlandse politiek.